# 8187 Акірамісава
8187 Акірамісава (1992 XL, 1971 UF4, 1971 VV, 8187 Akiramisawa) — астероїд головного поясу, відкритий 15 грудня 1992 року.
Тіссеранів параметр щодо Юпітера — 3,216.